# Distrito Rural Bizaki
El distrito rural de Bizaki (en persa: دهستان بيزكي‎) se encuentra en el distrito central del condado de Golbajar, provincia de Jorasán Razavi, Irán. Su capital es la aldea de Shelangerd. La anterior capital del distrito rural fue la aldea de Mohsenabad.

## Demografía

### Población
En el censo nacional de 2006, la población del distrito rural (como parte del antiguo Distrito de Golbahar del Condado de Chenarán) era de 11 740 habitantes en 2840 hogares. En el censo de 2011, la población del distrito rural era de 10.885 habitantes en 3,032 hogares. El censo de 2016 registró una población de 12,134 habitantes en 3,685 hogares. La más poblada de sus 118 aldeas era Now Bahar, con 2,367 habitantes.
En 2019, el distrito se separó del condado con la creación del Condado de Golbahar, y el Distrito Rural de Bizaki se transfirió al nuevo Distrito Central.